# Île Resolution
Pour les articles homonymes, voir Resolution Island.
 (juillet 2024).
Si vous disposez d'ouvrages ou d'articles de référence ou si vous connaissez des sites web de qualité traitant du thème abordé ici, merci de compléter l'article en donnant les références utiles à sa vérifiabilité et en les liant à la section « Notes et références ».
L'île Resolution, en anglais : Resolution Island, est la plus grande île inhabitée de la région de Fiordland en Nouvelle-Zélande.

## Étymologie
L'île est nommée d'après le bateau de James Cook, le HMS Resolution, qui y débarqua lors de son deuxième voyage en mars 1773.

## Géographie
Située dans la mer de Tasman, elle est séparée de l'île du Sud par les fjords de Dusky Sound et Breaksea Sound. L'île a une superficie de 208 km2 et elle fait entièrement partie du parc national de Fiordland.